# École supérieure d’électricité
Die École supérieure d’électricité (inoffiziell Supélec abgekürzt) war eine französische Ingenieurhochschule (Grande école). Sie bildete innerhalb von drei Jahren Elektrotechnik-Diplomingenieure aus. Die staatliche Schule wurde 1894 gegründet, sie bildete jährlich ungefähr 475 Ingenieure aus.
Die Schule ist Mitglied im Zusammenschluss Top Industrial Managers for Europe. 2015 wurde sie mit der École Centrale Paris zur CentraleSupélec fusioniert.

## Geschichte
Supélec wurde 1894 im 15. Arrondissement von Paris von der Société Internationale des Électriciens (inzwischen Société des électriciens et des électroniciens) gegründet. Der erste Standort war in der rue de Staël, später wurde in den Pariser Vorort Malakoff umgezogen. Seit 1975 befindet sich Supélec in Gif-sur-Yvette, 20 km südlich von Paris. Der Campus von Gif-sur-Yvette liegt auf dem Plateau von Saclay. 1972 wurde eine Zweigstelle in Rennes eröffnet, Metz folgte 1985.
Seit 2009 befindet sich Supélec in Gesprächen mit der École Centrale Paris. Unter der Bezeichnung Project Campus du plateau de Saclay wird geplant, einen internationalen Standort in Saclay zu errichten.

## Grundstudium
Supélec ist eine Schule „généraliste“, was bedeutet, dass sich die Studenten während der zwei ersten Jahre nicht spezialisieren. Die wichtigsten Unterrichtsfächer der Supélec sind:
- Energie
- Elektronik
- Telekommunikation
- Informatik
- Automatisierung
- Signalverarbeitung

Außerdem hören die Studenten Vorlesungen in Mathematik, Wirtschaft, Jura und Sprachen.

## Drittes Jahr
Im dritten und letzten Jahr haben die Studenten mehrere Möglichkeiten.
Einerseits können die Studenten an der Supélec bleiben und ein Vertiefungsfach wählen, das sie von September bis April studieren. Anschließend folgt ein Praktikum von 4 bis 6 Monaten Dauer.
Andererseits bietet sich die Möglichkeit, an einem Austauschprogramm mit französischen oder ausländischen Hochschulen teilzunehmen. Mögliche französische Partnerschulen sind:
- École Centrale Paris
- École nationale supérieure d’arts et métiers (ENSAM) (Maschinenbau)
- École nationale supérieure du pétrole et des moteurs (ENSPM) (Motor und Öl)
- Institut national des sciences et techniques nucléaires (INSTN) (Kernenergie)
- École supérieure de commerce de Paris (ESCP Europe) (Wirtschaft)

Etwa 40 % der Studenten wählen eine ausländische Partnerschule.

## Ranking
Supélec ist eine der angesehensten Ingenieurhochschulen in Frankreich, besonders im Bereich Informationstechnologie. Bei den in Frankreich üblichen Ranglisten erreichte sie durchweg einen der vorderen Plätze:
| Zeitung              | 2010 | 2009 | 2008 |
| -------------------- | ---- | ---- | ---- |
| L’étudiant           | 4.   | 5.   | 4.   |
| Le Nouvel Economiste |      | 6.   | 4.   |
| L’Expansion          |      | 5.   | 5.   |

## Studentisches Leben

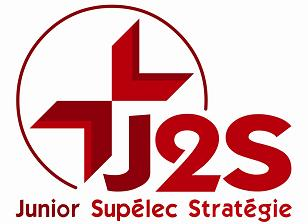
Logo der J2S

Da die meisten Studenten auf den Campus wohnen, gibt es dort viele studentische Aktivitäten, wie zum Beispiel:
- Das Forum Supélec, das die jährliche Job- und Kontaktmesse organisiert,
- Das Bureau des Elèves, das die meisten außerschulischen Veranstaltungen an der Schule organisiert, unter anderem die jährliche Galaveranstaltung,
- J2S, die Juniorfirma von Supelec, die als Auftragsnehmer für Industrieunternehmen fungiert, wodurch die Studenten Erfahrung sammeln und Geld verdienen können. J2S ist die zweitgrößte Juniorfirma in Frankreich.[4]
- Das Bureau des Sports: Dieser Sportverein organisiert alle sportlichen Aktivitäten und Turniere der Supélec, vor allem das TOSS (Tournoi omnisport de Supélec), das jedes Jahr mehr als 3200 Sportler zusammenführt.[5]